# عالم الذر
يعتقد المسلمون بأن عالم الذر أو عالم الميثاق، هو العالم الذي قطع الإنسان فيه العهد والميثاق لربه حسب ما تحدثت عنه بعض الروايات. ففي هذا العالم أشهد الله الإنسان على نفسه وأخذ منه الميثاق على ربوبيته وتوحيده وبذلك تمت الحجة عليه يوم القيامة.

## عالم الذر في القرآن
تعتبر آية 172 من سورة الأعراف من آيات الميثاق في القرآن، حيث يعتقد بعض العلماء بأن المحور الأساس لموضوع هذه الآية يدور علی العهد والميثاق الذي قطعه الإنسان لربه قبل مرحلة إيجاده في هذا العالم المادي، وهو أقرّ بربوبيته وتوحيده. والآية هي:
﴿وَإِذْ أَخَذَ رَبُّكَ مِنْ بَنِي آدَمَ مِنْ ظُهُورِهِمْ ذُرِّيَّتَهُمْ وَأَشْهَدَهُمْ عَلَى أَنْفُسِهِمْ أَلَسْتُ بِرَبِّكُمْ قَالُوا بَلَى شَهِدْنَا أَنْ تَقُولُوا يَوْمَ الْقِيَامَةِ إِنَّا كُنَّا عَنْ هَذَا غَافِلِينَ ۝١٧٢﴾ [الأعراف:172]
لفظة الذرية التي وردت في الآية هي مشتقة من مادة ذر، وهي تعني الكائنات الصغيرة والدقيقة جداً، كذرات الغبار، وصغار النمل.
توجد هناك بعض الرويات التي تفيد بأن الله تعالی قد أخرج من صلب آدم ذريته وخاطبهم ألست بربكم فأجابوا جميعاً: بلی شهدنا، فأخذ منهم الميثاق أن يعبدوه ولا يشركوا به شيئاً، ثم أعادهم جميعا الی صلب آدم.
وقد وقع هذا في عالم الذر وهو يسمى أيضا عالم الميثاق. وقد اقترن في الآية ذكر أخذ الميثاق مع بيان الحكمة من ذلك، وهي أن لا يعتذر المشركون يوم القيامة بسبب غفلتهم وعدم معرفتهم بالله ووحدانيته.

## عالم الذر عند أهل السنة
إن أهل السنة والجماعة من حيث الجملة يؤمنون بالميثاق وعالم الذر، ويعتقدون بأن المراد بعالم الذر هي الأرواح التي أخرجها الله من ظهر آدم حيث أخرجها كالذر أي كالنمل وأخذ عليها العهد بتوحيده.
ولكنهم قد اختلفوا في كونه تفسيرا للآية، وجمهورهم يفسر الآية بذلك. لكن بعضهم يفسر الإشهاد الذي ورد في الآية بالفطرة على التوحيد.

## عالم الذر عند الشيعة
أعطی المفسرون الشيعة الآراء المتعددة في هذا المجال حيث ترددت آراؤهم بين النفي والاثبات. أنكر بعض العلماء وجود عالم الذر، وهم يفسرون إشهاد الناس وإقرارهم بالربوبية في الآية، بأنها تعبير مجازي عن تكوينهم الذي يهديهم إلى ربهم تعالى. منهم الشيخ الطوسي الذي قدم ستة أدلة علی إنكار عالم الذر في تفسيره التبيان وهو ينفي عالم الذر نفياً قاطعاً. وقد عناه الشيخ الطبرسي في كتابه مجمع البيان. وكان هناك ردود أوردها القائلون بعالم الذر علی أدلتهم. أما علامة الطباطبائي فقد اعتبر كلا النظريتين لا تعطي الجواب الشافي ولذلك كان له نظرية مستقلة. وهي أن عالم الذر هو عالم الملكوت والخزائن.
يعتقد العلامة الطباطبائي أن لكل شيء جنبة ملكوتية وجنبة ملكية، وأن الجنبة الملكوتية مرتبطة بالمبدا مباشرة فهي منزهة عن العهود والقيود الطبيعية من زمان ومكان وغير ذلك. ووجودها في ذلك العالم سابق علی هذا العالم. وأما الجنبة الملكية فهي هذا الوجود الطبيعي والنشأة الملازمة للحركة والتغيير والمحدودة بحدود الزمان والمكان. فإن آية الميثاق تشير إلی المقام الملكوتي للإنسان، حيث تجلت هناك ربوبية الله وعبودية الإنسان، فما بقي مجالا للشك ولذلك أجاب الناس جميعا في مقامهم الملكوتي: بلی شهدنا.
ولكن حين استقر الإنسان في الدنيا وضمن نطاق الزمان وتطورات الحياة أشغله بحيث نسي نفسه وغفل عن علمه باللّه الناشئ من حضوره بين يديه.